# Олексій Росліков
Олексій Росліков (латис. Aleksejs Rosļikovs; нар. 26 лютого 1984, Рига) — латвійскій бізнесмен та політик.
С 2004 по 2005 рік працював санітаром, пізніше працював інспектором Рижського регіонального управління Державної поліції. У 2011 році закінчив программу навчання по управлінню бізнесом найвищої бізнес-школи «Turība».
У 2017 році був обраний в Ризьку думу від партії «Saskaņa», з якої був виключений у 2019 році. До розпуску думи у лютому 2020 року разом із Валерієм Петровим, Віталієм Дубовим та Вадимом Баранником працював у фракції Незалежних депутатів.
Балотувався на виборах до Ризької Думи 2020 року від партії «Альтернатива», але не був обраний. У лютому 2021 року разом із Валерієм Петровим заснував політичну партію «Стабільність!» («Stabilitātei!»), за списком якої було обрано 14-й Сейм.
5 червня 2025 року виступив у Сеймі Латвії під час розгляду декларації «Про усунення лінгвістичних наслідків» з її гучною критикою, наприкінці якої сказав: «Нас більше, російська мова — наша мова!» російською мовою, але це суперечило нещодавно зміненому регламенту сейму.  У відповідь на це речник Сейму Дайга Мієріня оголосила голосування за видалення Рослікова із зали засідань «за неетичну поведінку» та «використання російської мови на засіданні Сейму». Це рішення підтримали 63 парламентарі, після чого депутат залишив зал . Згодом щодо депутата було розпочато перевірку. Служба державної безпеки Латвії 9 червня 2025 року відкрила кримінальний процес проти Олексія Рослікова за підозрою у наданні допомоги Росії у її діях проти Латвії та розпалюванні національної ворожнечі та ненависті.
10 червня 2025 року був змушений скласти мандат депутата Сейму через своє обрання до Ризької думи. Через це він не піде на комісію з етики, яку його залучили після інциденту 5 июня.